# Héritiers de Castille
Cet article dresse la liste des héritiers de Castille.

## Liste des héritiers de Castille
| Prince                                            | Portrait | Héritier de            | Avènement                                                                                    | Perte du titre | Consorts                               | Armoiries |
| ------------------------------------------------- | -------- | ---------------------- | -------------------------------------------------------------------------------------------- | --- | -------------------------------------- | --------- |
| Henri de Trastamare (1379-1406)                   |          | Jean Ier de Castille   | 1388 (traité de Bayonne, création du titre)                                                  | 1390 mort de son père, avènement comme roi de Castille sous le nom de Henri III                                                                     | Catherine de Lancastre                 | ,.        |
| Marie de Trastamare (1401-1458)                   |          | Henri III de Castille  | 1401, fille ainée du précédent                                                               | 1405, naissance de son frère le suivant |                                        |           |
| Jean de Trastamare (1405-1454)                    |          | Henri III de Castille  | 1405, premier fils d'Henri III                                                               | 1406 mort de son père, avènement comme roi de Castille sous le nom de Jean II                                                                       |                                        |           |
| Catherine de Trastamare (1422-1424)               |          | Jean II de Castille    | 1422, fille ainée du précédent                                                               | 1424, meurt |                                        |           |
| Eléonore de Trastamare (-1425)                    |          | Jean II de Castille    | 1424, mort de sa sœur la précédente                                                          | 1425, meurt avant d'avoir reçu le serment des Cortès.                                                                                               |                                        |           |
| Henri de Trastamare (1424-1474)                   |          | Jean II de Castille    | 1425, premier fils de Jean II                                                                | 1454 mort de son père, avènement comme roi de Castille sous le nom de Henri IV                                                                      | Blanche de Navarre                     |           |
| Jeanne de Trastamare, la Beltraneja (1462-1530)   |          | Henri IV de Castille   | 1462, fille ainée du précédent                                                               | 1465, proclamation de son oncle le suivant en raison des doutes sur sa légitimité                                                                   |                                        |           |
| Alphonse de Trastamare (1453-1468)                |          | Henri IV de Castille   | 1464, proclamation comme héritier de son demi-frère Henri IV par la noblesse                 | 1468, meurt. |                                        |           |
| Isabelle de Trastamare, la Catholique (1451-1504) |          | Henri IV de Castille   | 1468, proclamation comme héritière de son demi-frère Henri IV par la noblesse                | 1470, rétablissement des droits de sa nièce Jeanne                                                                                                  | Ferdinand d'Aragon                     |           |
| Jeanne de Trastamare, la Beltraneja (1462-1530)   |          | Henri IV de Castille   | 1470, rétablie dans ses droits                                                               | 1474, mort de son père. Elle s'autoproclame reine sous le nom de Jeanne Ire, en concurrence avec sa tante Isabelle qui l'évince finalement en 1479. |                                        |           |
| Isabelle de Trastamare (1470-1498)                |          | Isabelle la Catholique | 1478, fille ainée d'Isabelle la Catholique                                                   | 1480, naissance de son frère le suivant |                                        |           |
| Jean de Trastamare (1480-1497)                    |          | Isabelle la Catholique | 1480, premier fils d'Isabelle la catholique                                                  | 1497, meurt | Marguerite d'Autriche                  |           |
| Isabelle de Trastamare (1470-1498)                |          | Isabelle la Catholique | 1497, mort de son frère le précédent                                                         | 1498, meurt en couches | Emmanuel Ier de Portugal               |           |
| Miguel de la Paz d'Aviz (1498-1500)               |          | Isabelle la Catholique | 1498, mort de sa mère la précédente                                                          | 1500, meurt |                                        |           |
| Jeanne de Trastamare, la Folle (1479-1555)        |          | Isabelle la Catholique | 1500, mort de son neveu le précédent                                                         | 1504, mort de sa mère, avènement comme reine de Castille sous le nom de Jeanne Ire                                                                  | Philippe de Habsbourg                  |           |
| Charles de Habsbourg, Charles Quint (1500-1558)   |          | Jeanne la Folle        | 1504, avènement de sa mère la précédente                                                     | 1516, s'autoproclame co-roi de Castille du fait de l'infirmité de sa mère, sous le nom de Charles Ier (reconnu en 1518)                             |                                        |           |
| Philippe de Habsbourg (1527-1598)                 |          | Charles Quint          | 1527, fils ainé du précédent, reçoit le serment des cortès en 1528.                          | 1556, abdication de son père le précédent, avènement comme roi des Espagnes sous le nom de Philippe II                                              | Marie-Manuelle de Portugal Marie Tudor | ,         |
| Carlos de Habsbourg (1545-1568)                   |          | Philippe II d'Espagne  | 1556, avènement de son père comme roi de Castille. Reçoit le serment des Cortès en 1560.     | 1568, meurt |                                        |           |
| Ferdinand de Habsbourg (1571-1578)                |          | Philippe II d'Espagne  | 1571, premier fils du quatrième mariage de Philippe II. Reçoit le serment des Cortès en 1573 | 1578, meurt |                                        |           |
| Diego de Habsbourg (1575-1582)                    |          | Philippe II d'Espagne  | 1578, mort de son frère le précédent. Reçoit le serment des Cortès en 1580                   | 1582, meurt |                                        |           |
| Philippe de Habsbourg (1578-1621)                 |          | Philippe II d'Espagne  | 1582, mort de son frère le précédent. Reçoit le serment des Cortès en 1584                   | 1598, mort de son père, avènement comme roi des Espagnes sous le nom de Philippe III.                                                               |                                        |           |
| Philippe de Habsbourg (1605-1665)                 |          | Philippe III d'Espagne | 1605, fils ainé de Philippe III. Reçoit le serment des Cortès en 1608.                       | 1621, mort de son père, avènement comme roi des Espagnes sous le nom de Philippe IV                                                                 | Elisabeth de France                    |           |
| Baltasar Carlos de Habsbourg (1629-1646)          |          | Philippe IV d'Espagne  | 1629, Fils ainé de Philippe IV. Reçoit le serment des Cortès en 1632.                        | 1646, meurt |                                        |           |
| Marie Thérèse de Habsbourg (1638-1683)            |          | Philippe IV d'Espagne  | 1646, mort de son frère le précédent. Reçoit le serment des Cortès en 1655.                  | 1658, proclamation de son demi-frère le suivant |                                        |           |
| Philippe de Habsbourg (1657-1661)                 |          | Philippe IV d'Espagne  | 1657, Fils ainé du second mariage de Philippe IV. Reçoit le serment des Cortès en 1658.      | 1661, meurt |                                        |           |
| Charles de Habsbourg (1661-1700)                  |          | Philippe IV d'Espagne  | 1661, mort de son frère le précédent. Reçoit le serment des Cortès la même année             | 1665, mort de son père, avènement comme roi des Espagnes sous le nom de Charles II                                                                  |                                        | ,         |

### Royaume d’Espagne
| Prince                                      | Portrait                | Héritier de | Avènement | Perte du titre | Consorts                           | Armoiries |
| ------------------------------------------- | ----------------------- | --- | --- | --- | ---------------------------------- | --------- |
| Louis de Bourbon (1707-1724)                |                         | Philippe V d'Espagne | 1707, fils ainé de Philippe V. Reçoit le serment des Cortes en 1709. | 1724, abdication de son père, avènement comme roi d'Espagne sous le nom de Louis Ier | Louise Élisabeth d'Orléans         | [ 2 ]     |
| Ferdinand de Bourbon (1713-1749)            |                         | Philippe V d'Espagne | 1724, mort de son frère le précédent et retour sur le trône de leur père Philippe V. Reçoit le serment des Cortes la même année.                                                          | 1746, mort de son père, avènement comme roi d'Espagne sous le nom de Ferdinand VI | Marie-Barbara de Portugal          |           |
| Charles de Bourbon (1748-1819)              |                         | Charles III d'Espagne | 1759, Avènement de son père Charles des Deux-Sicile, frère des précédents comme roi d'Espagne. Reçoit le serment des Cortes en 1760.                                                      | 1788, mort de son père, avènement comme roi d'Espagne sous le nom de Charles IV | Marie-Louise de Bourbon-Parme      |           |
| Ferdinand de Bourbon (1784-1833)            |                         | Charles IV d'Espagne | 1788, Avènement de son père. Reçoit le serment des Cortès en 1789. | 1808, abdication de son père, avènement comme roi d'Espagne sous le nom de Ferdinand VII | Marie-Christine de Bourbon-Siciles |           |
| Zénaïde Bonaparte (1801-1854)               |                         | Joseph-Napoléon Ier d'Espagne | 1808, Accession de son père au trône lors de l'invasion française. | 1813, chute de l'Espagne napoléonienne et restauration des Bourbons. |                                    |           |
| Isabelle de Bourbon (1784-1833)             |                         | Ferdinand VII d'Espagne | 1830, fille ainée de Ferdinand VII. Titrée princesse des Asturies par décret à sa naissance, elle n'est reconnue comme telle qu'en juin 1833.                                             | septembre 1833, mort de son père, avènement comme reine d'Espagne sous le nom de Isabelle II |                                    |           |
| Isabelle de Bourbon (1851-1931)             |                         | Isabelle II d'Espagne | 1851, fille ainée d'Isabelle II. | 1857, naissance de son frère le suivant |                                    |           |
| Alphonse de Bourbon (1857-1885)             |                         | Isabelle II d'Espagne | 1857, premier fils d'Isabelle II | 1868 : révolution libérale. Titre utilisé en exil jusqu'en 1874, quand il devient roi d'Espagne sous le nom de Alphonse XII |                                    |           |
| Emmanuel-Philibert de Savoie (1869-1931)    |                         | Amédée Ier d'Espagne | 1870, élection de son père au trône d'Espagne. Il reçoit le serment des Cortes en 1871.                                                                                                   | 1873 : abdication de son père et proclamation de la Première République espagnole |                                    |           |
| Isabelle de Bourbon (1851-1931)             |                         | Alphonse XII d'Espagne | 1875, retour au pouvoir de son frère Alphonse XII | 1880, naissance de sa nièce la suivante | Gaëtan de Bourbon-Siciles          |           |
| María de las Mercedes de Borbón (1880-1904) |                         | Alphonse XII d'Espagne | 1880, fille ainée d'Alphonse XII | À la mort de son père, elle reste provisoirement princesse en raison de la grossesse de sa mère. L'enfant posthume d'Alphonse XII étant un fils, Marie reste héritière présomptive et conserve son titre au nom de son frère qui est immédiatement proclamé sous le nom d'Alphonse XIII. Meurt en 1904. | Charles de Bourbon-Sicile          |           |
| María de las Mercedes de Borbón (1880-1904) | Alphonse XIII d'Espagne | | 1880, fille ainée d'Alphonse XII | À la mort de son père, elle reste provisoirement princesse en raison de la grossesse de sa mère. L'enfant posthume d'Alphonse XII étant un fils, Marie reste héritière présomptive et conserve son titre au nom de son frère qui est immédiatement proclamé sous le nom d'Alphonse XIII. Meurt en 1904. | Charles de Bourbon-Sicile          |           |
| Alphonse de Bourbon-Siciles (1901-1964)     |                         | 1904, mort de sa mère la précédente. Reconnu héritier de la couronne, il ne reçoit cependant pas le titre de prince des Asturies. | 1907, naissance de son cousin le suivant, fils ainé d'Alphonse XIII | |                                    |           |
| Alphonse de Bourbon (1907-1938)             |                         | 1907, fils ainé d'Alphonse XIII                                                                                                   | 1931, proclamation de la Seconde République espagnole. Il continue à utiliser le titre en exil puis cède ses droits à la couronne à son frère le suivant en 1938.                         | Edelmira Sampedro y Robato Marta Esther Rocafort-Altuzarra |                                    |           |
| Juan de Borbón (1913-1993)                  |                         | 1933, renonciation de son frère ainé à ses droits en exil.                                                                        | 1941 | María de las Mercedes de Bourbon-Siciles |                                    |           |
| Juan Carlos de Borbón y Borbón (1938)       |                         | | 1941, concession du titre de courtoisie par son père le précédent. Également titré "prince d'Espagne" par le dictateur Francisco Franco en qualité d'héritier comme roi à partir de 1969. | 1975, avènement comme roi d'Espagne sous le nom de Juan Carlos Ier. | Sofía de Grèce                     |           |
| Felipe de Borbón y Grecia (1968)            |                         | Juan Carlos Ier d'Espagne | 1977, fils ainé du précédent. Titré prince des Asturies par décret royal. | 2014, avènement comme roi d'Espagne sous le nom de Felipe VI | Letizia Ortiz                      | [ 4 ]     |
| Leonor de Borbón y Ortiz (2005)             |                         | Felipe VI d'Espagne | 2014, fille ainée du précédent. | Princesse des Asturies en titre |                                    | [ 4 ]     |